# Frederik Lynge
Frederik Mikael Jakob Lynge (1. august 1889 i Qornoq ved Godthåbsfjorden – 1. november 1957 i København) var en grønlandsk politiker.

## Barndom
Lynge var søn af fanger Karl Lynge (død 1902) og dennes hustru Sara f. Meyer (død 1939), han voksede op i bygden Qornoq.

## Arbejdsliv
Lynge tog lærereksamen fra Godthåb Seminarium 1909 og blev efteruddannet i Danmark 1909-11. Han var overkateket og lærer i Jakobshavn 1911-13, ansat under Den Kongelige Grønlandske Handel 1913 med tjeneste i Egedesminde, udstedsbestyrer ved udstedet Akunaq under Egedesminde 1917, kontor- og handelsmedhjælper i Egedesminde 1919, handelsleder ved kulbruddet Qullissat 1932 og var slutteligt kolonibestyrer smst. 1947-50.

## Politisk karriere
Lynge var medlem af Grønlands Landsråd 1917-55; formand for Egedesminde kommuneråd 1924-32 og for Qullissat kommuneråd 1935-39; medlem af sysselrådet 1926-49; sysselmand i Qullissat 1942-49; delegeret til Rigsdagens Grønlandsudvalg 1939 og 1945-46 samt medlem af Den Kongelige Grønlandske Handels styrelsesråd og Statsministeriets pris- og lønudvalg for Grønland 1951-55. I 1953 udgjorde Lynge sammen med Augo Lynge, som han var i familie med, de to første grønlandske medlemmer af Folketinget, hvor Frederik Lynge sad til sin død i 1957.

## Tillidshverv
Han blev i 1953 medlem af bestyrelsen for Kong Frederik IX's og Dronning Ingrids Fond til Bekæmpelse af Tuberkulosen i Grønland 1953, Det grønlandske Selskab og for Foreningen til Hjælp for grønlandske Børn, i 1955 blev han desuden medlem af komitéen for Dronning Ingrids børnehaver i Grønland.

## Forfatterskab
Lynge skrev en bog om Hans Egede, en række digte på grønlandsk samt mange artikler i diverse grønlandske blade.

## Familieliv
Han blev gift 2. november 1913 med Marie Fly (23. april 1895 – ?), datter af fanger Mikkel Fly (død 1916) og hustru Bertheline f. Noahsen.

## Hæder
Frederik Lynge blev Ridder af Dannebrogordenen i 1939, Ridder af 1. grad i 1952 og modtog Den Kongelige Belønningsmedalje i sølv.

## Grav
Han er begravet på kirkegården i Qornoq.